# Ryksdamm
Ryksdamm är en småort i Ale kommun, belägen i Skepplanda socken, strax öster om Skepplanda vid Ryks bäck som rinner ut i Grönån strax sydväst om byn Ryk. 
Orten är belägen på den utjord som avstyckades från Risvedens kronoallmänning 1763 för Ryks räkning. Här anlade bönderna en kvarndamm som var i bruk till senast början av 1800-talet.